# Lucha a muerte contra el dragón
Lucha a muerte contra el dragón (título original: Yi wang da shu) es una película hongkonesa de acción y drama de 1973, dirigida por Wing-Cho Yip, que a su vez la escribió junto a I. Fang Yeh, musicalizada por Fu-Liang Chou, en la fotografía estuvo Shan Hua y el elenco está compuesto por Yukio Someno, Bolo Yeung y Chan Chuen, entre otros. El filme fue realizado por Far East Motion Picture Company y se estrenó el 28 de septiembre de 1973.

## Sinopsis
Un hombre le hace frente a un cártel liderado por tres hermanos, ellos son responsables del ataque brutal a su madre y la muerte de su hermano.